# استخوان‌سازی درون‌غضروفی
استخوان‌سازی درون‌غضروفی (یونانی: ἔνδον) یعنی رسوب ماتریکس استخوانی روی ماتریکس غضروفی از پیش موجود، عمدتاً مسئول ساخت استخوانهای کوتاه و بلند است و درون تکه‌ای از غضروف شفاف صورت می‌گیرد که شکل آن شبیه به قالب یا مدل کوچکی از استخوان است که قرار است تشکیل گردد.
این نوع استخوانی شدن شامل دو مرحله است:
مرحلهٔ اول: هیپرتروفی و تخریب کندروسیتهای قالب استخوانی است که لاکوناها را به جای می‌گذارد.
در مرحلهٔ دوم: یک جوانهٔ استخوان‌زا osteogenic bud که شامل سلولهای اجدادی استخوانی و مویرگهای خونی است در فضاهای به جا مانده از کندروسیتهای در حال تخریب نفوذ می‌کند. دیواره‌های بافت غضروفی کلسیفیه به عنوان داربستی برای شروع روند استخوانی شدن عمل می‌نمایند. سلولهای اجدادی استخوانی به استئوبلاستها مبدل شده و این داربست را با ماتریکس استخوانی می‌پوشانند.
اولین بافت استخوانی که باید ساخته شود، از طریق استخوانسازی داخل غشایی در داخل پری کندریوم احاطه‌کننده دیافیز به وجود می‌آید و بنابراین یک استوانهٔ استخوانی به نام یقهٔ استخوانی bone collar در قسمتهای عمقی آن تشکیل می‌گردد که از این لحظه به بعد پری‌کندر را پریوستیئوم می‌نامند. درون این یقهٔ استخوانی کندروسیتها شروع به تخریب می‌نمایند چون یقهٔ استخوانی مانع از انتشار مواد غذایی به درون ماتریکس غضروفی می‌شود. کندروسیتها با شروع روند تخریب، توانایی نگهداری ماتریکس را از دست می‌دهند وغضروف کلسیفیه می‌گردد. عروق خونی جوانهٔ استخوان زا از طریق سوراخ‌های ایجاد شده به وسیلهٔ استئوکلاستهای موجود در یقهٔ استخوانی وارد ماتریکس غضروفی کلسیفیه می‌شود. سلولهای اجدادی به اطراف رگهای خونی مهاجرت نموده، تکثیر یافته و مبدل به استئوکلاست‌ها می‌شوند و نیز روی ماتریکس غضروفی کلسیفیه، لایهٔ پیوسته‌ای از استئوبلاستها تشکیل می‌دهند.
Stem cell یا سلولهای بنیادی مغز استخوان هم از طریق جریان خون و توسط جوانهٔ استخوان به درون استخوان در حال تشکیل آورده می‌شوند و بقایای غضروف کلسیفیه توسط استئوکلاستها برداشته می‌شود ونیزتوسط همین سلولها جذب انجام شده توسط آن‌ها در بخش مرکزی، حفرهٔ مغزاستخوان ایجاد می‌گردد.
دربرشهای بافت‌شناسی غضروف کلسیفیه با خاصیت بازوفیلی اش قابل تشخیص است درحالیکه بافت استخوانی که روی آن رسوب نموده‌است اسیدوفیل می‌باشد.